# شهرستان ووستر (ماساچوست)
شهرستان ووستر، ماساچوست (به انگلیسی: Worcester County, Massachusetts) یک شهرستان در ایالات متحده آمریکا است که در ماساچوست واقع شده‌است.

## خصوصیات
شهرستان ووستر ۴٬۰۸۹٫۶۱ کیلومترمربع مساحت دارد.